# Dopututto
Dopututto est un fanzine de bande dessinée publié par Misma de novembre 2004 à juin 2010 (17 numéros). Après en hors-série début 2011, le fanzine renaît sous le nom Dopututto Max en novembre de la même année. Dopututto Max reçoit le Prix de la bande dessinée alternative du festival d'Angoulême 2013.

## Détail des numéros
- Dopututto :

1. novembre 2004, 20 pages.
2. mars  2005, 24 pages.
3. mai 2005, 36 pages.
4. octobre 2005, 36 pages.
5. novembre 2005, 56 pages.
6. janvier 2006, 40 pages.
7. juin 2006, 56 pages.
8. novembre 2006, 48 pages. !!! les numéros 8 et 9 ont été proposés dans un seul et même PACK DeLuxe, sous blister étiqueté aux couleurs de MISMA.
9. novembre 2006, 52 pages.
10. avril 2007, 56 pages.
11. juillet 2007, 52 pages.
12. janvier 2008, 60 pages.
13. octobre 2008, 60 pages.
14. janvier 2009, 56 pages.
15. novembre 2009.
16. janvier 2010.
17. juin 2010.

Hors-série :
1. Dopututto Space, janvier 2011.

- Dopututto Max :

1. novembre 2011.
2. mars 2012.
3. novembre 2012.

## Liste des collaborateurs
- Takayo Akiyama (8, 10, 13-17)
- Camille Bléhaut (2)
- Claude Cadi (10, 13, 16)
- Amandine Ciosi (7-15, 17)
- Cyril Doisneau (3, 8, 12-14)
- El Don Guillermo (1-10, 13-17, DS)
- Estocafich (1-9, 11-17, DS)
- Christelle Enault (16, 17)
- Gangster Ced (1, 3, 4, 5, 11, 13)
- Anne-Charlotte Gauthier (2-4, 6, 10, 13, 15)
- Ronald Grandpey (2, 5, 8, 11, 13, 14, 17, DS)
- Basile « Bazbaz » Harel (5, 7, 8, 11)
- Jonathan Martin (2, 4, 5, 6)
- Sandrine Martin (6, 7, 9, 13)
- Melvil Massacre (1, 2, 3, 4, 5)
- Marie de Monti (3, 4, 6, 7, 9, 11, 13)
- Nylso (1, 6, 7, 11, 15-16)
- Delphine Panique (9, 13-17)
- Marion Puech (4-6, 9, 10, 12, 13, 15-17)
- Anne Simon (1-10, 12-17, DS)
- Singeon (9, 10, 12, 13)
- Baptiste « Bapton » Virot (8, 10, 13, 15, 17)
- Virginie Will (7, 8, 11)
- Petica William (5, 6, 7, 9)